# 京谷知美
京谷 知美（きょうたに ともみ）は、日本のアニメプロデューサー。株式会社TBSテレビ メディアビジネス局映画・アニメ事業部所属。

## 経歴
テレビ東京、博報堂DYメディアパートナーズ、博報堂DYミュージック&ピクチャーズを経てTBSテレビに所属。

## 作品一覧

### テレビアニメ
2007年
- 機神大戦ギガンティック・フォーミュラ - アシスタントプロデューサー
- きらりん☆レボリューション - アシスタントプロデューサー（第52話 - 第102話）
- 素敵探偵☆ラビリンス - 番組担当

2008年
- きらりん☆レボリューション STAGE3 - アシスタントプロデューサー
- うちの3姉妹 - 番組担当
- ヴァンパイア騎士 - アシスタントプロデューサー
- 夏目友人帳 - 制作アシスタント
- ヒャッコ - 番組担当
- ヴァンパイア騎士 Guilty - アシスタントプロデューサー

2009年
- 宇宙をかける少女 - 番組担当
- 続 夏目友人帳 - アシスタントプロデューサー
- Phantom 〜Requiem for the Phantom〜 - 番組担当
- クロスゲーム - アシスタントプロデューサー
- FAIRY TAIL - アシスタントプロデューサー

2010年
- バカとテストと召喚獣 - 番組担当
- 伝説の勇者の伝説 - 番組担当
- おとめ妖怪 ざくろ - アシスタントプロデューサー

2011年
- ジュエルペット サンシャイン - アシスタントプロデューサー（第1話 - 第13話）
- 夏目友人帳 参 - プロデューサー
- バカとテストと召喚獣にっ! - 番組担当
- NARUTO -ナルト- 疾風伝 - アシスタントプロデューサー（第440話 - 第576話）

2012年
- 夏目友人帳 肆 - プロデューサー
- NARUTO -ナルト- SDロック・リーの青春フルパワー忍伝 - アシスタントプロデューサー
- 織田信奈の野望 - 番組担当
- 神様はじめました - 番組担当
- 超速変形ジャイロゼッター - アシスタントプロデューサー

2013年
- 神のみぞ知るセカイ 女神篇 - アシスタントプロデューサー
- Super Seisyun Brothers -超青春姉弟s- - 番組担当
- ぎんぎつね - 番組担当（第11話・第12話）

2015年
- デュラララ!!×2 承 - アソシエイトプロデューサー
- GANGSTA. - アシスタントプロデューサー
- デュラララ!!×2 転 - アソシエイトプロデューサー
- 赤髪の白雪姫 - アソシエイトプロデューサー
- コンクリート・レボルティオ〜超人幻想〜 - アソシエイトプロデューサー

2016年
- Dimension W - アソシエイトプロデューサー
- デュラララ!!×2 結 - アソシエイトプロデューサー
- コンクリート・レボルティオ〜超人幻想〜THE LAST SONG - アソシエイトプロデューサー
- モブサイコ100 - アソシエイトプロデューサー
- B-PROJECT〜鼓動*アンビシャス〜 - 製作委員会
- Occultic;Nine -オカルティック・ナイン- - 製作委員会

2017年
- チェインクロニクル 〜ヘクセイタスの閃〜 - 製作委員会
- アリスと蔵六 - アソシエイトプロデューサー
- サクラダリセット - 製作委員会
- 将国のアルタイル - プロデューサー
- プリンセス・プリンシパル - アシスタントプロデューサー
- 妹さえいればいい。 - アソシエイトプロデューサー
- クジラの子らは砂上に歌う - プロデューサー

2018年
- ひそねとまそたん - アソシエイトプロデューサー
- プラネット・ウィズ - プロデューサー
- 青春ブタ野郎はバニーガール先輩の夢を見ない - 製作委員会（第1話 - 第10話）

2019年
- 星合の空 - プロデューサー

2020年
- 推しが武道館いってくれたら死ぬ - プロデューサー

### Webアニメ
2018年
- A.I.C.O. Incarnation - アソシエイトプロデューサー

### OVA
2014年
- 夏目友人帳 いつかゆきのひに - プロデューサー

2015年
- コードギアス 亡国のアキト - アシスタントプロデューサー（第3話 - 第5話）

2018年
- ガールズ&パンツァー 最終章 - 製作委員会（第1話）

### アニメ映画
2011年
- 蛍火の杜へ - プロデューサー

2012年
- ROAD TO NINJA -NARUTO THE MOVIE- - 製作委員会
- 劇場版 FAIRY TAIL 鳳凰の巫女 - 製作委員会

2015年
- ガールズ&パンツァー 劇場版 - プロデューサー

2016年
- PERSONA3 THE MOVIE #4 Winter of Rebirth - アソシエイトプロデューサー

2017年
- 劇場版 黒執事 Book of the Atlantic - プロデューサー
- 交響詩篇エウレカセブン ハイエボリューション1 - 製作委員会
- コードギアス 反逆のルルーシュ I 興道 - 製作委員会

2018年
- コードギアス 反逆のルルーシュ II 叛道 - 製作委員会
- さよならの朝に約束の花をかざろう - プロデューサー
- コードギアス 反逆のルルーシュ III 皇道 - 製作委員会

### テレビドラマ
2007年
- MAGISTER NEGI MAGI 魔法先生ネギま! - 番組担当